# Cixius curva
Cixius curva är en insektsart som beskrevs av Tsaur 1991. Cixius curva ingår i släktet Cixius och familjen kilstritar. Inga underarter finns listade i Catalogue of Life.